# コーンウォリス・モード (第3代ハワーデン子爵)
第3代ハワーデン子爵コーンウォリス・モード（英語: Cornwallis Maude, 3rd Viscount Hawarden、1780年3月27日 – 1856年10月12日）は、イギリスの貴族、政治家。アイルランド貴族代表議員（在任：1836年 – 1856年）、侍従たる議員（在任：1841年 – 1846年、1852年）を歴任した。

## 生涯
初代ハワーデン子爵コーンウォリス・モードと3人目の妻アン・イザベラ（Anne Isabella、旧姓マンク（Monck）、1759年ごろ – 1851年7月26日、トマス・マンクの娘）の息子として、1780年3月27日に生まれた。
1807年2月26日に異母兄トマス・ラルフが死去すると、ハワーデン子爵位を継承した。
1810年7月5日、オックスフォード大学より民法学博士の学位を授与された。
1836年から1856年に死去するまでアイルランド貴族代表議員を務め、貴族院では保守党に所属した。第2次ピール内閣が成立すると、1841年9月15日に侍従たる議員に任命され、1846年まで務めた。第1次ダービー伯爵内閣では1852年3月2日に侍従たる議員に任命され、同年12月まで務めた。
ジャガイモ飢饉の最中の1846年2月、貴族院で1838年アイルランド救貧法の実施状況やアイルランドにおける慈善活動としての医療の実態を調査する委員会が設立され、ハワーデン子爵は委員を務めた。
1856年10月12日にセント・ジェームズ・プレイスで死去、息子コーンウォリスが爵位を継承した。

## 家族
1811年7月8日、ジェーン・クロフォード・ブルース（Jane Craufurd Bruce、1852年3月24日没、パトリック・クロフォード・ブルースの娘）と結婚、1男4女をもうけた。
- イザベラ（1814年ごろ – 1892年7月11日） - 1839年9月11日、チャールズ・J・トッテナム（Charles J. Tottenham、1878年12月17日没）と結婚、子供あり[6]
- コーンウォリス（1817年4月4日 – 1905年1月4日） - 第4代ハワーデン子爵、初代ド・モンタルト伯爵[1]
- メアリー・アデレード（1898年4月16日没） - 1831年12月19日、第2代ヤーバラ伯爵チャールズ・アンダーソン＝ペラム（英語版）（1862年1月7日没）と結婚、子供あり。1869年8月7日、初代オクセンブリッジ子爵ウィリアム・ジョン・モンソン（英語版）と結婚、子供なし[6]
- フローレンス・プリシラ・アリシア（Florence Priscilla Alicia、1914年3月18日没） - 1849年10月9日、第5代ブレイブルック男爵チャールズ・コーンウォリス・ネヴィル（英語版）（1902年6月7日没）と結婚、子供あり[6]
- オーガスタ（1857年12月25日没） - 生涯未婚[6]